# Interleukin 3

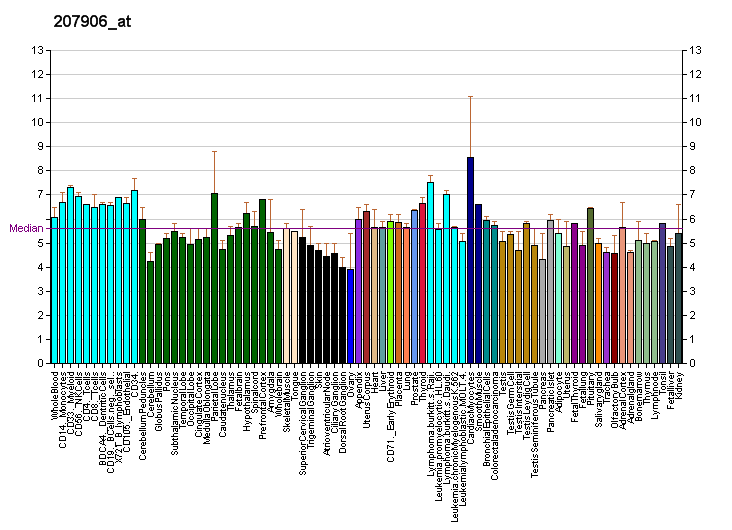
schéma genetické exprese IL-3

Lidský protein interleukin-3 (IL-3) je kódován IL3 genem, který se nachází na chromosomu 15q31.1.
Protein je tvořen 152 aminokyselinami a jeho molekulová hmotnost je 17 kDa.
IL-3 je v podobě monomeru produkován aktivovanými T buňkami, monocyty/makrofágy a stromálními buňkami.

## Význam
IL-3 je cytokin, který reguluje krvetvorbu buněk tím, že řídí proliferaci, diferenciaci a funkci granulocytů a makrofágů.
Na začátku 60. let Ginsberg a Sachs dokázali, že IL-3 je silným růstovým faktorem pro žírné buňky, produkovaný aktivovanými T buňkami.

## Receptor
IL-3 je pluripotentní hematopoetický faktor nutný pro přežití a proliferaci hematopoetických progenitorových buněk. Přenos signálu je zajištěn vysoko afinitním buněčným interleukin-3 receptorem.
IL-3R komplex zahajuje JAK2/STAT5 buněčnou signalizační dráhu. To může vést ke stimulaci transkripčního faktoru c-myc (aktivuje genovou expresi) a Ras dráze (potlačuje apoptosu).

## Onemocnění
Produkce IL-3 aktivovanými T buňkami je zahájena pouze po stimulaci antigenem nebo jiným specifickým impulsem.
Nicméně bylo pozorováno, že IL-3 je nepřetržitě přítomen u myelomonocytické leukémie WEHI-3B buněčného linie. Má se za to, že tato genetická změna je klíčová při rozvoji leukémie tohoto typu.

## Imunoterapie
Lidský IL-3 byl poprvé klonován v roce 1986 a od té doby probíhá jeho klinické testování. Podání IL-3 při chemoterapii zrychluje její nástup a podporuje proliferaci granulocytů a trombocytů. Nicméně aplikace pouze IL-3 léčby onemocnění kostní dřeně, jako je Myelodyplastický syndrom (MDS) a Aplastická anémie (AA), nebyla uspokojivá.
Bylo potvrzeno, že při vysokých dávkách chemoterapie kombinace IL-3, GM-CSF a faktoru pro kmenové buňky zlepšuje kmenové buňky v periferní krvi.
Další studie ukázaly, že IL-3 by do budoucna mohlo býti dobrým terapeutikem při solidních nádorech a lymfo-hematopoetických poruchách.